# 博克斯魯克山
47°13′22″N 14°23′34″E / 47.222725°N 14.392872°E

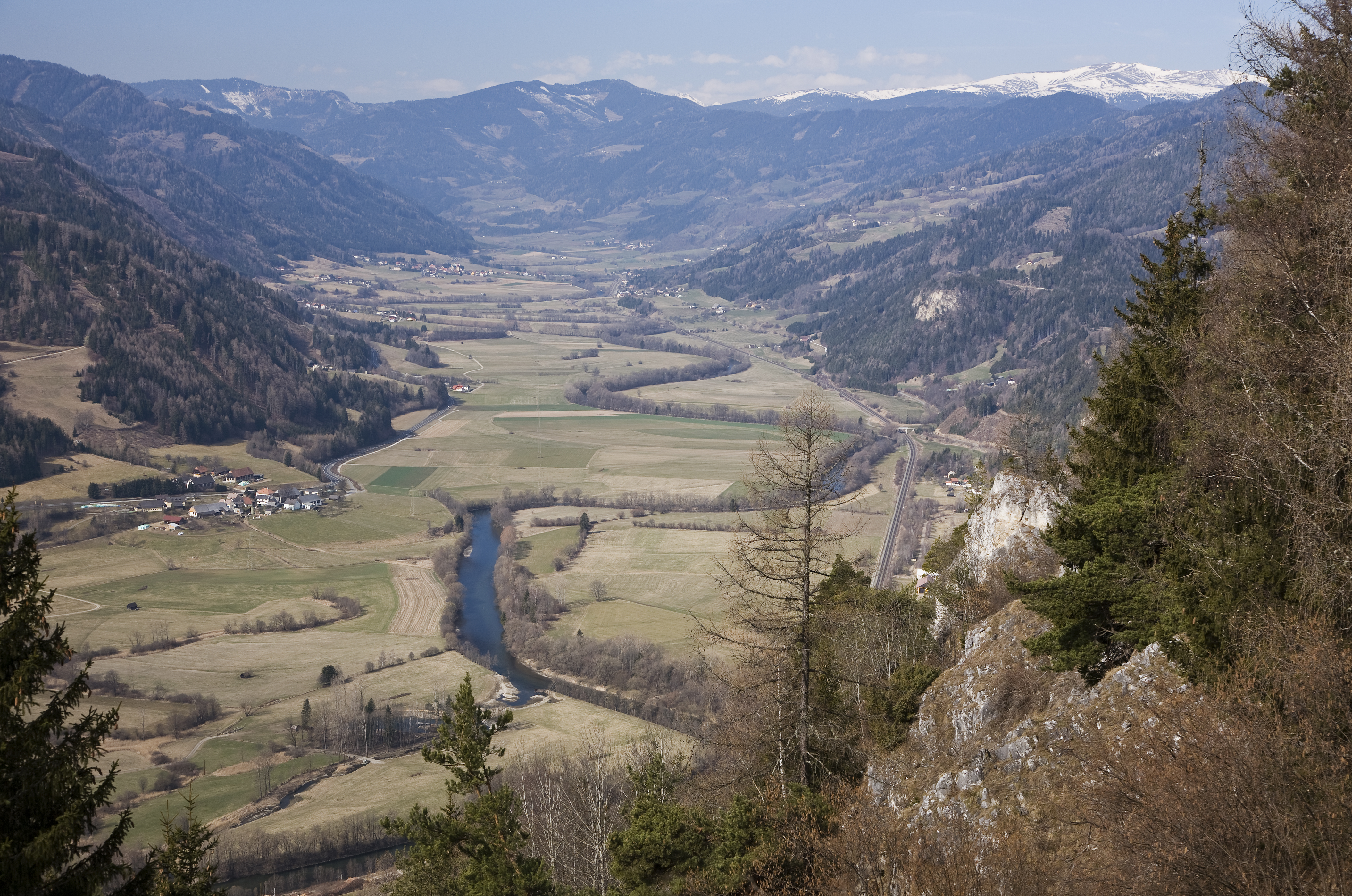

博克斯魯克山（德語：Bocksruck），是奧地利的山峰，位於該國東南部，由施泰爾馬克州負責管轄，屬於羅滕曼及韋爾茨陶恩山脈的一部分，海拔高度1,763米，每年平均降雨量1,759毫米。